# Chiesa di Santa Maria Annunziata (Guastalla)
La chiesa di Santa Maria Annunziata è un edificio di culto cattolico situato in piazza Vittorio Veneto a Guastalla, in provincia di Reggio Emilia.

## Storia
Una prima chiesa, progettata da Francesco Capriani, fu costruita nel 1569. L'architetto toscano aveva concepito il centro urbano guastallese come articolato su uno schema a croce con una chiesa al termine di ciascuno dei quattro bracci. Nel 1600 fu costruito un nuovo e più grande edificio progettato dell'architetto locale Giovanni Antonio Filippi. Il nuovo tempio fu solennemente consacrato sette anni dal vescovo di Mantova Francesco Gonzaga. Nel 1696 la chiesa fu lesionata da un terremoto mentre otto anni dopo il campanile, diventato durante la guerra di successione spagnola uno strategico punto d'osservazione delle truppe imperiali, fu distrutto dall'artiglieria franco-spagnola.
Le ultime modifiche all'edificio furono apportate nel 1717, con il rifacimento della facciata, della cupola e allungamento del coro.

## Descrizione
La facciata, scandita da quattro paraste con capitelli a fasce, è sormontata da un complesso fastigio a volute con un orologio al centro. Il portale invece ha un'inquadratura in pietra naturale con frontone curvilineo. Lungo il lato nord della facciata svetta il campanile, mentre il lato sud termina con una balaustra in cemento.
L'interno della chiesa è ripartito in tre navate, una maggiore e due minori con altari. La crociera è sormontata da una cupola, decorata a cassettoni, a sua volta coronata da una lanterna. Il presbiterio sopraelevato è concluso da un profondo coro nel quale è conservato il dipinto settecentesco L'Annunciazione, di Pietro Rotari, impreziosito da un ornato marmoreo di Ludovico Giudice. Nell'altare dei Fondatori dell'ordine Servita, nella parte settentrionale del transetto, la pala I sette Santi Fondatori dell’Ordine Servita, del pittore bolognese Giuseppe Maria Crespi. Tra le altre opere custodite dentro la chiesa si segnalano La Madonna e i Santi di Giovan Battista Bolognini, un Santa Lucia attribuito a Cesare II Gonzaga e undici paliotti in scagliola del sacerdote carpigiano Giovanni Mazza.